# Tuías
Tuías é uma localidade portuguesa do Município de Marco de Canaveses que foi sede da extinta Freguesia de Tuías, freguesia que tinha 6,46 km² de área e 4 094 habitantes (2011), e, por isso, uma densidade populacional de 633,7 hab/km².
A Freguesia de Tuías foi extinta pela reorganização administrativa de 2013, sendo o seu território integrado na Freguesia do Marco.
Tuías, um antigo couto, foi vila e sede de concelho até ao início do século XIX, quando foi anexado ao entretanto extinto concelho de Soalhães. Era constituído pelas freguesias de Fornos, Freixo, Rio de Galinhas e Tuías. Tinha, em 1801, 1 623 habitantes.
Foi, mais tarde, anexada ao concelho (atual município) de Marco de Canaveses, vindo a integrar o território da cidade.

## População
| População da freguesia de Tuías | População da freguesia de Tuías | População da freguesia de Tuías | População da freguesia de Tuías | População da freguesia de Tuías | População da freguesia de Tuías | População da freguesia de Tuías | População da freguesia de Tuías | População da freguesia de Tuías | População da freguesia de Tuías | População da freguesia de Tuías | População da freguesia de Tuías | População da freguesia de Tuías | População da freguesia de Tuías | População da freguesia de Tuías |
| ------------------------------- | ------------------------------- | ------------------------------- | ------------------------------- | ------------------------------- | ------------------------------- | ------------------------------- | ------------------------------- | ------------------------------- | ------------------------------- | ------------------------------- | ------------------------------- | ------------------------------- | ------------------------------- | ------------------------------- |
| 1864                            | 1878                            | 1890                            | 1900                            | 1911                            | 1920                            | 1930                            | 1940                            | 1950                            | 1960                            | 1970                            | 1981                            | 1991                            | 2001                            | 2011                            |
| 731                             | 743                             | 776                             | 837                             | 832                             | 792                             | 860                             | 998                             | 1 069                           | 1 185                           | 1 116                           | 1 560                           | 2 148                           | 3 218                           | 4 094                           |

| Distribuição da População por Grupos Etários | Distribuição da População por Grupos Etários | Distribuição da População por Grupos Etários | Distribuição da População por Grupos Etários | Distribuição da População por Grupos Etários | Distribuição da População por Grupos Etários | Distribuição da População por Grupos Etários | Distribuição da População por Grupos Etários | Distribuição da População por Grupos Etários | Distribuição da População por Grupos Etários |
| -------------------------------------------- | -------------------------------------------- | -------------------------------------------- | -------------------------------------------- | -------------------------------------------- | -------------------------------------------- | -------------------------------------------- | -------------------------------------------- | -------------------------------------------- | -------------------------------------------- |
| Ano                                          | 0-14 Anos                                    | 15-24 Anos                                   | 25-64 Anos                                   | > 65 Anos                                    |                                              | 0-14 Anos                                    | 15-24 Anos                                   | 25-64 Anos                                   | > 65 Anos                                    |
| 2001                                         | 719                                          | 526                                          | 1 727                                        | 246                                          |                                              | 22,3%                                        | 16,3%                                        | 53,7%                                        | 7,6%                                         |
| 2011                                         | 825                                          | 491                                          | 2 437                                        | 341                                          |                                              | 20,2%                                        | 12,0%                                        | 59,5%                                        | 8,3%                                         |

## Personagens Ilustres
De Tuías é natural o conhecido empresário Belmiro de Azevedo.